# Пуцавац (риба)
Пуцавац (лат. Rhodeus sericeus amarus) је слатководна риба која припада фамилији шаранки (Cyprinidae). Позната је и под именима горчак, гаовица, кућахал, платичица, банатски кедер, плавојка, плавица, плавац.

## Опис и грађа
Пуцавац од средине тела према репу по бочној линији има зелену пругу, леђа су му сивомаслинаста са плавичастим преливима, а за време мреста по трбуху и боковима има црвенкасте, а понекад и црне пеге. Животни век пуцаваца је од 4 до 5 година, док су сексуално активни у другој години живота. Нарасте до 9 cm дужине и око 100 g масе. Мрести се у периоду април–август.

## Навике, станиште, распрострањеност
Пуцавац је распрострањен у европским водама до Урала осим Италије, Шпаније, Велике Британије, Ирске, Данске и Скандинавских земаља. Насељава мирне воде Дунава и његових притока, а налазимо га и у барама, језерима, мртвајама и плавним теренима. Мали је, али зато међу најлепшим рибицама из фамилије Cyprinidae.

## Размножавање
Пуцавац се мрести се од априла до августа у неколико наврата. Женка у време мреста има легалицу - цевчицу кроз коју одлазе 5 - 10 јајашаца икре у одшкринуту барску шкољку у којој се развијају јајашца две до три недеље, а младунчад је напуштају два дана након излегања. После овог чина шкољка остаје неповређена. Мужјак за време парења добија израженије делове око уста и очију. Плодност женке је 40 - 100 јајашаца икре, величине до 3 мм.